# Walter Kempowski

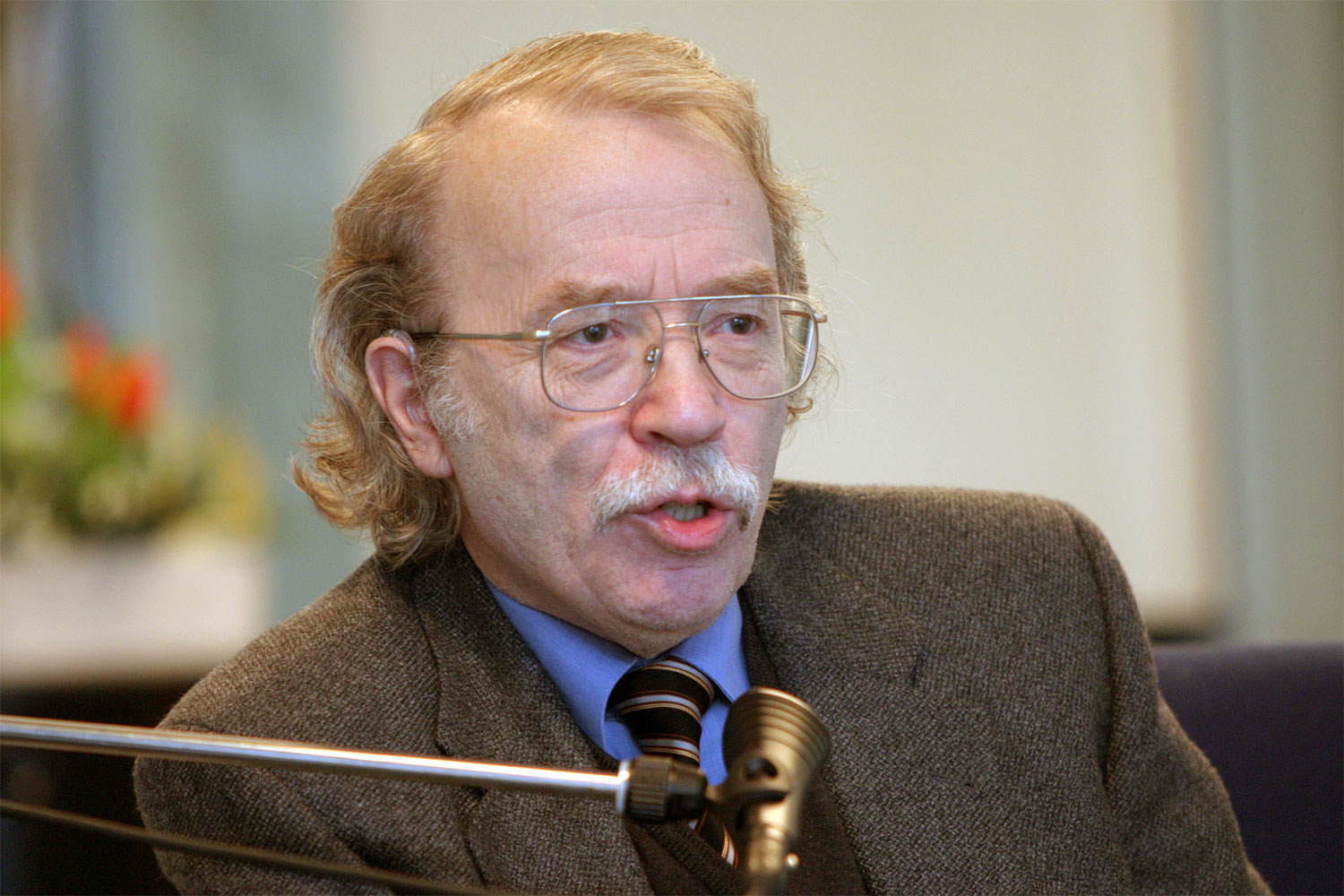
Walter Kempowski

Walter Kempowski (* 29. April 1929 in Rostock; † 5. Oktober 2007 in Rotenburg an der Wümme) war ein deutscher Schriftsteller. Er wurde vor allem durch seine stark autobiografisch geprägten Romane der Deutschen Chronik bekannt sowie durch sein Projekt Das Echolot, in dem er Tagebücher, Briefe und andere Alltagszeugnisse zu Zeitgemälden collagierte.

## Leben

### Herkunft und Kindheit
Walter Kempowski wurde als Sohn des Reeders und Schiffsmaklers Karl Georg Kempowski (1898–1945), Teilhaber der Reederei Otto Wiggers, und der Hamburger Kaufmannstochter Margarethe Kempowski (1896–1969), geb. Collasius, in Rostock geboren. Er besuchte ab 1935 die St.-Georg-Schule, eine Knabenschule, und wechselte 1939 auf das Realgymnasium. Erste literarische Versuche entstanden unter dem Einfluss von Walter Görlitz, der im Haushalt der Kempowkis zur Untermiete wohnte.

### Im und nach dem Krieg
1944 wurde Kempowski in der Hitlerjugend, wo er als langhaariger „Swingheini“ den Unmut seiner Vorgesetzten erregt hatte, in eine Strafeinheit versetzt. Anfang 1945 wurde er – als Fünfzehnjähriger – noch als Luftwaffenkurier (Luftwaffenhelfer) dienstverpflichtet. Sein Vater fiel am 26. April 1945. Im Folgejahr musste Walter Kempowski die Schule verlassen. Nach verschiedenen Tätigkeiten als Laufbursche trat er bei einer Rostocker Druckerei eine Kaufmannslehre an. Da deren Fortsetzung beim Rowohlt Verlag in Hamburg, wo Kempowski ab 1947 lebte, aufgrund einer fehlenden Arbeitserlaubnis nicht möglich war, nahm er eine Anstellung als Verkäufer in einem PX-Store der United States Army in Wiesbaden in der amerikanischen Besatzungszone an und arbeitete dem US-Nachrichtendienst Counter Intelligence Corps zu, was erst 2009 öffentlich bekannt wurde.

### Haft in Bautzen
Am 8. März 1948, während eines Besuchs bei seiner Mutter in Rostock, wurde Walter Kempowski, der sich auch für die liberale LDP engagierte, vom sowjetischen MWD (vormals NKWD) verhaftet. Sein Bruder Robert Kempowski (1923–2011), der die väterliche Reederei weiter betrieb, hatte Frachtpapiere aus dem Kontor gesammelt, um beweisen zu können, dass die sowjetische Besatzungsmacht größere Mengen an Demontagegütern aus Deutschland abtransportieren ließ, als mit den Westalliierten vereinbart war. Walter Kempowski sollte diese Dokumente den Amerikanern übergeben. Aufgrund dessen verurteilte ein sowjetisches Militärtribunal beide Brüder wegen Spionage zu 25 Jahren Arbeitslager. Ihre Mutter wurde zu zehn Jahren Zwangsarbeit verurteilt wegen „Nichtanzeige von Agenten ausländischer Geheimdienste“. Walter Kempowski musste seine Haft in der sowjetischen Strafhaftanstalt im früheren Zuchthaus Bautzen absitzen, in der auch das Speziallager Nr. 4 untergebracht war. Dort wurde er auch 1953 wegen des Vorwurfs der Gründung einer christlichen Untergrundbewegung in mehrwöchige Einzelhaft gesperrt. 1954 wurde Kempowski Leiter des Gefängnischores. Die Erlebnisse in Bautzen verarbeitete er literarisch zunächst in seinem 1969 erschienenen Erstlingswerk Im Block. Ein Haftbericht; später erweiterte er den Stoff um die Haft-Erlebnisse des Bruders und der Mutter, was zu seinem Roman Ein Kapitel für sich (1975) führte.

### Neuanfang
Am 7. März 1956 wurde Kempowski nach acht Jahren vorzeitig aus der Haft entlassen. Er ging zunächst nach Hamburg zu seiner Mutter, die bereits 1954 entlassen worden war. Dort begann er mit regelmäßigen Tagebuchaufzeichnungen. 1957 legte er in Göttingen das Abitur ab und nahm dort auch das Studium der Pädagogik auf. Noch in Göttingen heiratete er die ostfriesische Pfarrerstochter Hildegard Janssen (* 17. April 1935; † 12. August 2019), die ebenfalls Lehrerin wurde. Diesen Zeitabschnitt nannte Kempowski „ein sonniges Kapitel meines Lebens“. Ab 1960 war er als Grundschullehrer in einigen Orten sowie Kleinstädten im Landkreis Rotenburg (Wümme) tätig; zuerst in Breddorf bei Zeven, ab 1965 in Nartum und von 1975 bis 1979 in Zeven. In diesen Jahren erprobte er erfolgreich selbst entwickelte Methoden des Lesen- und Schreibenlehrens an seinen Erstklässlern; ohne Lehrplan und Schulbücher zu benutzen, machte er tägliche Erlebnisberichte der Schüler zu Unterrichtsinhalten. Methodenvielfalt und individuelle Förderung selbst in großen Klassen zeichnen seine Methode aus. 1961 wurde sein Sohn Karl-Friedrich und 1962 seine Tochter Renate geboren.
Anfang 1962 schickte Kempowski ein erstes Romanmanuskript mit dem Arbeitstitel Margot an seinen einstigen Gefängnispfarrer Hans-Joachim Mund, der es wiederum an Fritz J. Raddatz weiterleitete. Der seinerzeitige Cheflektor und stellvertretende Verlagsleiter bei Rowohlt holte sich Gutachten ein, die zwar meist seiner eigenen ersten Einschätzung entsprachen und ermutigend waren, jedoch noch von einer Veröffentlichung abrieten. Ablehnende Stellungnahmen kamen aus der Gruppe 47, gegen deren „saure Schwarzweißliteratur“ Kempowski jedoch selbst eine Abneigung hegte. Anfang März 1969 wurde der Roman schließlich nach vier Neu- bzw. Umbearbeitungen unter dem Titel Im Block veröffentlicht und erhielt überwiegend positive Kritiken. Kempowskis Anfang als Schriftsteller war damit gemacht, auch wenn dieser Roman beim Publikum vorerst nur mäßig Erfolg hatte. Laut seinen eigenen Aussagen in einem ARD-Fernsehinterview wurden von dem Buch keine 1000 Exemplare verkauft, was Kempowski sehr schmerzte. Die genauen Umstände der Entstehung seines Erstlingswerkes schilderte er knapp vier Jahrzehnte später in einem ausführlichen Bericht in der von Renatus Deckert herausgegebenen Anthologie Das erste Buch.

### Archiv für unpublizierte Autobiographien
Anfang der 1980er Jahre begann Kempowski, biografische Materialien von einfachen Menschen zu sammeln, indem er Anzeigen in der Wochenzeitung Die Zeit aufgab. Er erhielt Unmengen an Tagebüchern, Briefwechseln, Lebensaufzeichnungen und Fotografien von Menschen aus unterschiedlichen Kreisen und Zeiten. Diese Materialien verwendete er in seinem Hauptwerk Das Echolot. Das „Archiv für unpublizierte Autobiographien“ befand sich an Kempowskis Wohnort im Haus Kreienhoop in Nartum. 2005 vermachte er sein Biografien-Archiv, das mittlerweile hunderttausende Fotos und Millionen Blatt Papier umfasst, der Akademie der Künste in Berlin, wo es seither fachlich betreut wird.

### Der Schriftsteller

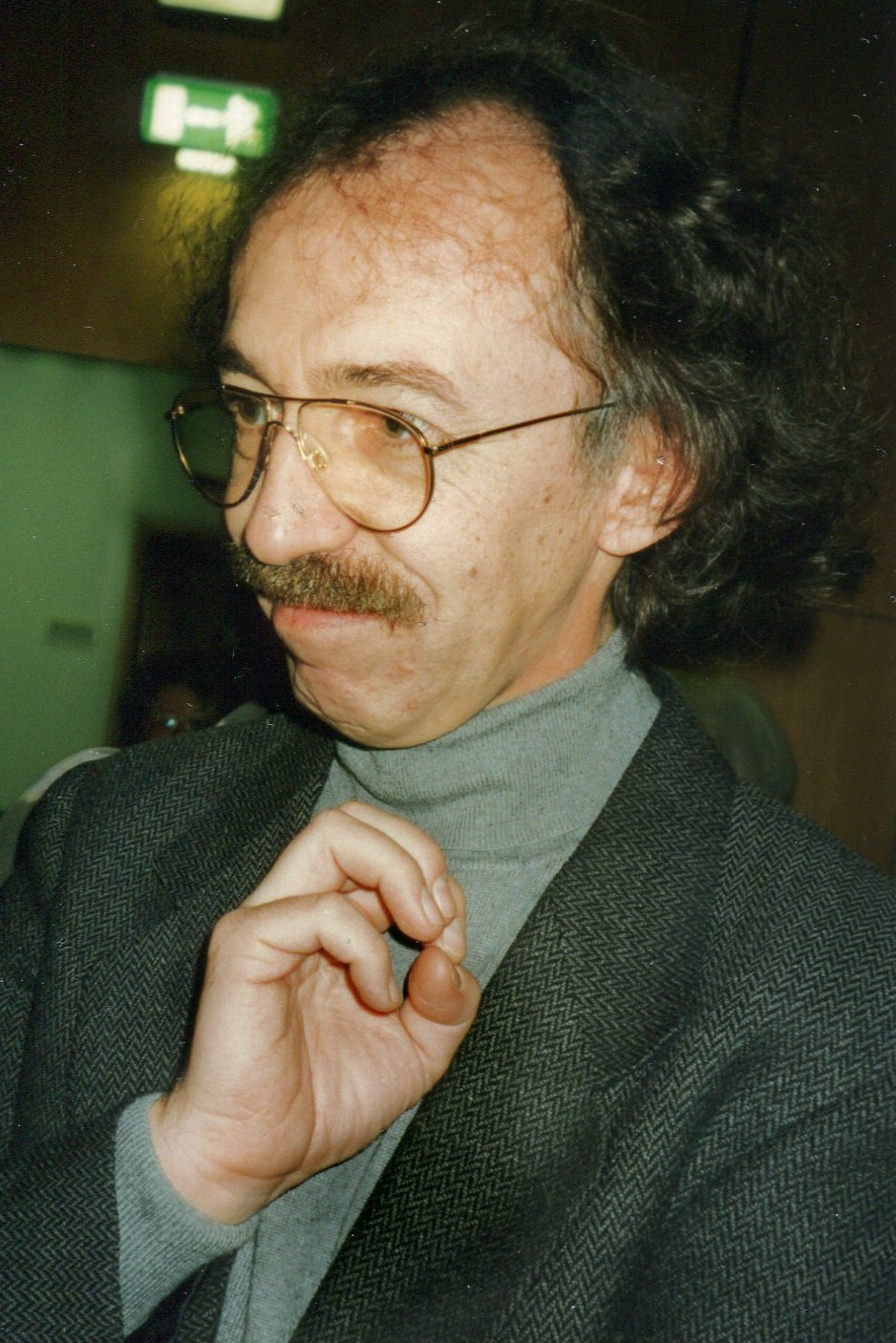
Walter Kempowski, etwa 1975

In den 1960er Jahren intensivierte Kempowski seine schriftstellerische Tätigkeit. Einem breiten Publikum wurde er 1975 und 1979 durch die Verfilmungen mehrerer seiner autobiografischen Romane bekannt: Tadellöser & Wolff (1975) und Ein Kapitel für sich (1979). 1978 war er vom Hanser-Verlag zum Knaus Verlag gewechselt, dem er dann bis zu seinem Tod treu blieb. Von 1980 bis 1991 war er Lehrbeauftragter für Fragen der Literaturproduktion an der Universität Oldenburg. Im Laufe der Jahre nahm er unterschiedliche Dozententätigkeiten an Universitäten in Deutschland und den USA wahr.
Eine Besonderheit in Kempowskis Stil ist die Kunst der Collage. Durch eine scheinbar emotionslose Aneinanderreihung eigener Erlebnisse, von Liedtexten, Zitaten, Reklameschriften usw. in einen jeweils meist absatzweise strukturierten Kontext entsteht eine für den Leser authentisch wirkende Szene. Die hintereinander gereihten Absätze mit jeweils wechselndem Thema ergeben eine Art literarische Collage, die trotz ihrer scheinbaren Teilnahmslosigkeit spannend wirkt und dem Leser viel Raum für die eigene Interpretation lässt. In seiner Familienchronik hat er diese Collage-Technik zu hoher Perfektion ausgebaut. In seinem Werk Echolot sind es keine eigenen Erlebnisse, aber diejenigen von zahlreichen Zeitzeugen, die zu Collagen zusammengestellt werden. Nicht alle seine Romane oder Erzählungen sind auf diese Weise angelegt.

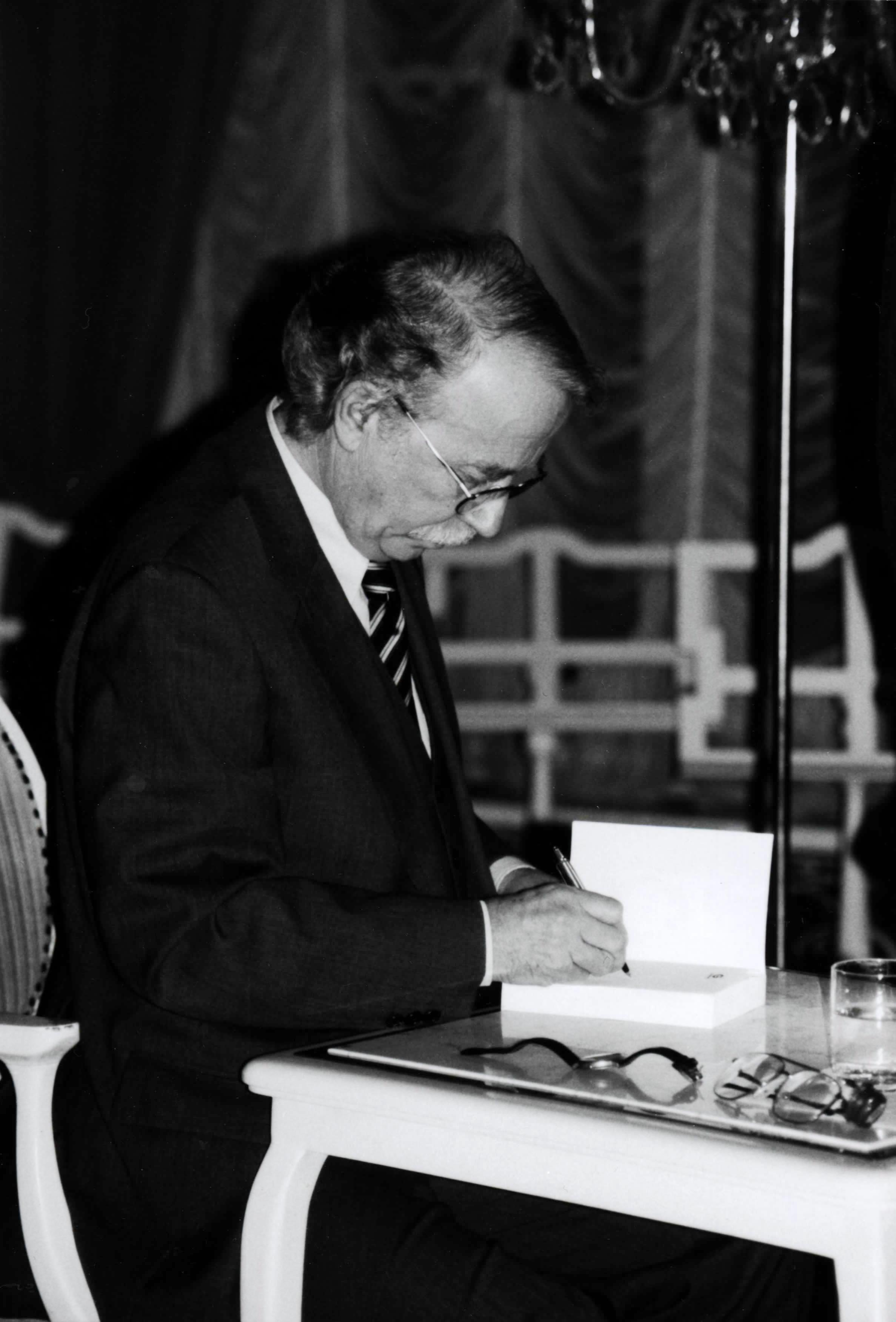
Walter Kempowski beim Signieren nach einer Lesung, 2002

Trotzdem wurde Kempowski im Januar 1990 von dem Journalisten Harald Wieser im Magazin Stern öffentlich des Plagiats bezichtigt, weil er für seinen Roman Aus großer Zeit Passagen aus den Erinnerungen des Lokalhistorikers Werner Tschirch (Rostocker Leben. Im Rückblick auf 1900) übernommen hatte, die die Zeit vor Kempowskis Geburt betrafen. Verteidigt wurde er von Hellmuth Karasek, der in einem Spiegel-Artikel (Der Ehrabschreiber, 3/1990) darauf hinwies, dass Kempowski in Interviews und in Vorlesungen über seine Methode stets bereitwillig Auskunft gegeben und dabei auch immer das Buch Tschirchs als eine seiner Quellen genannt habe. Auch in der Zeit wurde er von Volker Hage vehement gegen Wiesers Vorwürfe in Schutz genommen: „Die Blamage ist gewaltig: nicht für Kempowski, aber für den Verfasser des Artikels und den Stern.“ Vom FAZ-Redakteur Frank Schirrmacher wurde der Schriftsteller ebenfalls geschätzt und verehrt, wie Kempowski 1993 stolz in seinem Tagebuch vermerkte.
Seinen Werken gemeinsam ist eine manchmal lakonische, teils sarkastische, mit hintergründigem Humor versehene Erzählweise. Vorbilder und Grundlagen seines einzigartigen Erzählstils sind teils bei Franz Kafka, teils bei John Dos Passos zu finden, für die Chronik seiner Familie spielte auch John Galsworthy eine Rolle. Als Initialzündung für seinen Stil bezeichnete er die Lektüre des Romans „Alles andere als ein Held“ von Rudolf Lorenzen. Bei der Collagetechnik lassen sich auch Bezüge zu Arno Schmidt herstellen, den Kempowski zeitlebens sehr schätzte.
Bundespräsident Horst Köhler würdigte bei Eröffnung der Ausstellung, die sich Kempowskis Leben und schriftstellerischem Wirken widmete, in der Berliner Akademie der Künste am 19. Mai 2007 Kempowski als Volksdichter, weil sehr viele Menschen seine Werke läsen und weil „er wie kein anderer das Volk selbst zum Sprechen gebracht hat“. Der schwerkranke Kempowski, der selbst nicht an der Zeremonie teilnehmen konnte (ihn vertrat seine Frau Hildegard), bezeichnete den Tag der Ausstellungseröffnung als den glücklichsten in seinem Leben, welches er nun, nach jahrelangem zähen, teils bitterem Kampf gegen fehlende öffentliche Anerkennung, zufrieden beschließen könne. Die Dankesworte verlas Kempowskis Sohn Karl-Friedrich: „Ich danke all denen, die mein Werk wohlwollend begleiteten, und ich verzeihe jenen, die es ignorierten.“
Im Gespräch mit dem Deutschlandradio sagte der Schriftsteller: „Ich bin 78, und es wird Zeit, sich zu verabschieden. Ich hab genug getan, ich war 30 Jahre Pädagoge, habe 40 Bücher geschrieben, das reicht allmählich.“

### Projekte

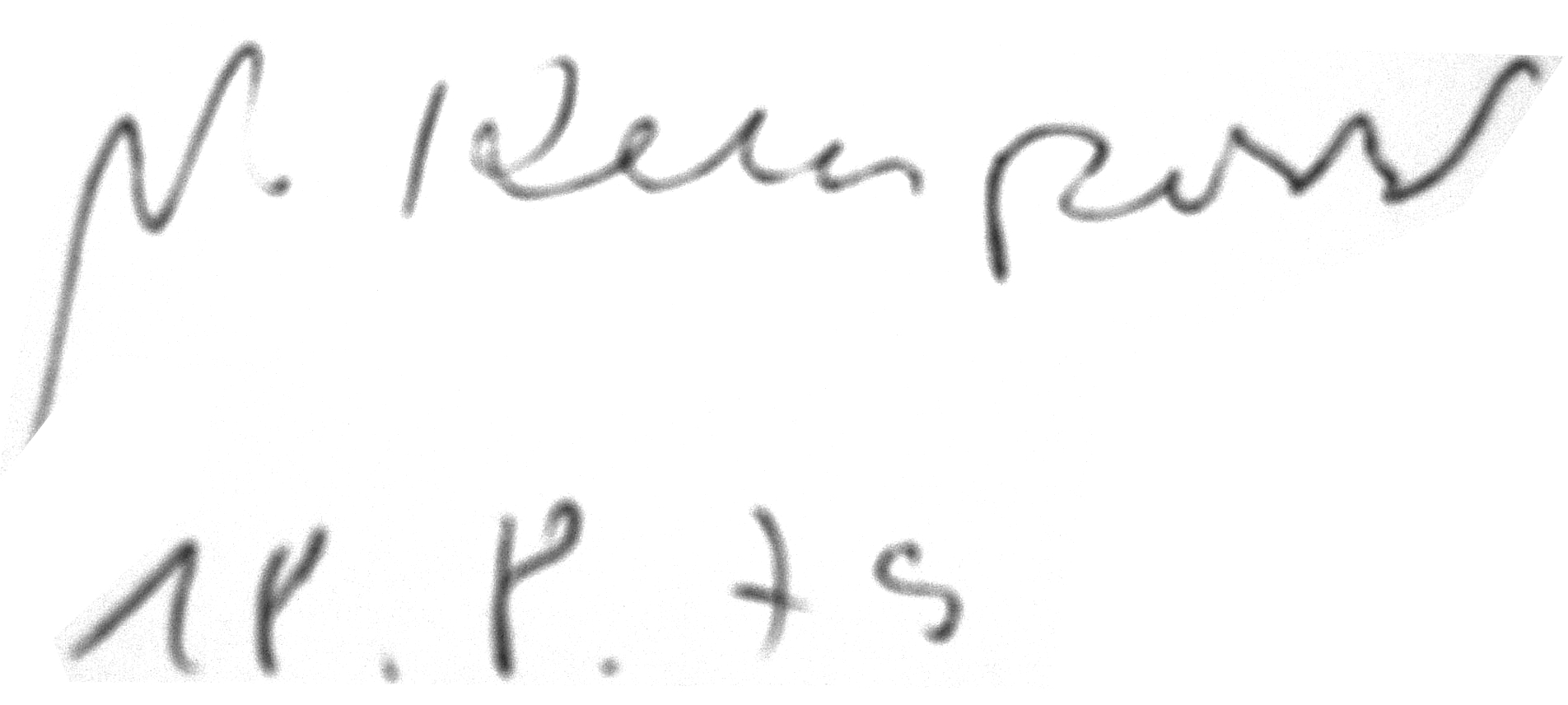
Signatur W. Kempowski 1979

Wesentlich und charakteristisch für Kempowskis Arbeit war die Hinwendung zu umfangreichen Großprojekten, die Fleißarbeit über viele Jahre erforderten. So vermutete er schon in seinem Tagebuch (wie wir nun wissen, irrtümlicherweise), dass die Arbeit am „Echolot“ ihn wohl bis zum Lebensende beschäftigen werde.
Zuletzt arbeitete er am großen Projekt „Ortslinien“, das vorsieht, Fotos, Texte, Tondokumente, Filme und Gemälde aus dem Zeitraum 1850 bis 2000 zu einem Gesamtkunstwerk zu bündeln, bis schließlich jeder Tag durch ein Kunstprodukt repräsentiert wird. Kempowski selbst ging davon aus, dass eine Crew über seinen Tod hinaus mit dem Großwerk beschäftigt sein werde. Das Projekt „Plankton“ sollte an die Befragungsbücher der „Deutschen Chronik“ anschließen, dafür hatte er seit den sechziger Jahren Aussagen gesammelt. Seit 2003 schrieb Kempowski an einem Gedichtzyklus über seine Haftzeit.

### Krankheit

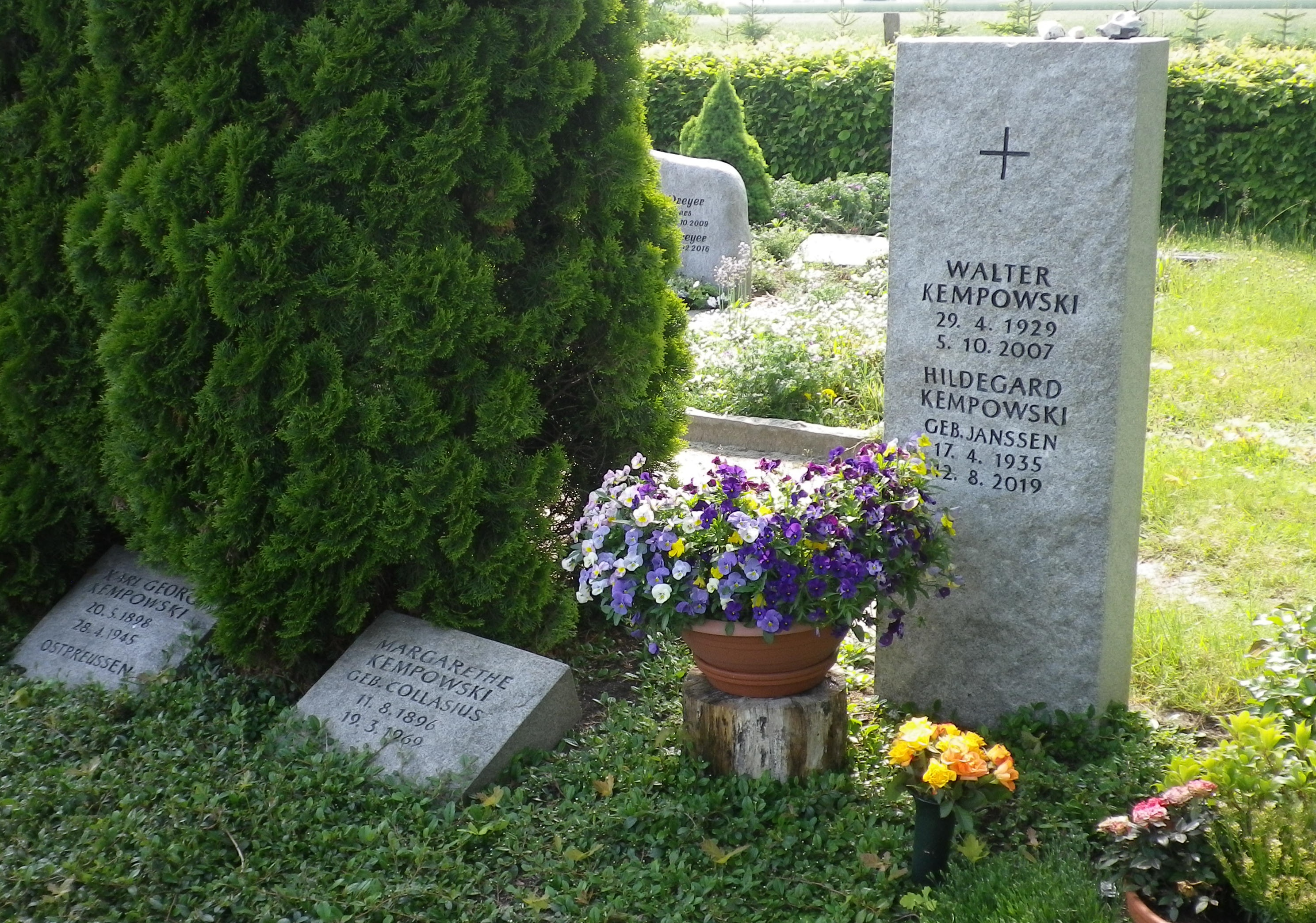
Walter Kempowskis Grab in Nartum

Im Oktober 2006 wurde bei Kempowski Darmkrebs diagnostiziert. Dessen ungeachtet versuchte er, seine schriftstellerische Tätigkeit fortzusetzen. Er arbeitete an einem Tagebuch über das Jahr 1991, als der Zweite Golfkrieg stattfand. Im März 2007 las er in seinem Haus vor rund 70 Personen aus seinem Roman Alles umsonst. In seinen letzten Lebensmonaten widerfuhr ihm die letzte, lange vermisste Genugtuung einer beständigen Aufmerksamkeit durch die Massenmedien. Eine Ausstellung zu seinem Lebenswerk in der Berliner Akademie der Künste vom 20. Mai bis 15. Juli 2007 trug mit zu diesem spät erwachten Interesse bei. Noch im September 2007 schuf der Berliner Bildhauer Bertrand Freiesleben eine Porträtbüste von Kempowski. Es ist das letzte Porträt von Walter Kempowski. Am 5. Oktober 2007 verstarb der Schriftsteller im Alter von 78 Jahren in einem Krankenhaus im niedersächsischen Rotenburg. Zuvor gab er noch ein letztes Interview.
Darin sagte er: „Der Kluge gibt so lange nach, bis er der Dumme ist.“

### Mitarbeit beim CIC
Der US-Wissenschaftler Alan Keele berichtete in einem Interview mit dem FAZ-Mitarbeiter Edo Reents, dass er im US-Archiv der Geheimdienste in Maryland Akten des Counter Intelligence Corps (CIC) aus den Jahren von 1947 bis 1948 habe einsehen können. Daraus konnte er entnehmen, dass Walter Kempowski die Niederlassung des CIC in Wiesbaden mehrmals besuchte und dort seine Dienste anbot. Dirk Hempel gibt an, dass Kempowski den ersten Kontakt zum US-Geheimdienst bei einer Routinebefragung infolge seiner illegalen Einreise in die US-Besatzungszone gehabt habe. Die anderen Kontakte hätten sich im Zeitraum von Dezember 1947 bis Januar 1948 ereignet. Als Motiv der Kontakte Kempowskis zum CIC gibt Hempel an, dass sich Kempowski „verpflichtet fühlte, den Amerikanern über die Zustände in der Sowjetischen Besatzungszone zu berichten“.
Im Gegensatz zu den Aussagen in seinen Romanen ergaben die Akten, dass nicht er, sondern sein Freund Hans Siegfried (Deckname: Fritz Lejeune) die 92 Frachtbriefe, die den Abtransport größerer Mengen an Demontagegütern aus Deutschland durch die sowjetische Besatzungsmacht belegten, dem CIC übergeben habe. Kempowski gab in einem Brief an Keele an, dass Siegfried ihn nicht an den sowjetischen Geheimdienst verraten habe. Allerdings sagte Keele aus, dass Siegfried kurzfristig im März 1948 von einer Reise nach Rostock zurücktrat, an der beide teilnehmen wollten. Kempowski wurde aber dann in Rostock verhaftet. Ob Siegfried ein Doppelagent war, konnte nach Aussage von Keele bisher nicht geklärt werden. In den Akten der CIC wird jedenfalls behauptet, Siegfried habe Kempowski verraten.

## Zitate

### Von Kempowski
„Ich bin konservativ und liberal, und das darf man in Deutschland nicht sein. […] Man darf ja auch heute nicht seine Meinung sagen in Deutschland. Versuchen Sie das doch mal! Ein Schritt vom Wege, und Sie sind erledigt.“

„Das Einzige, was mich am Tod wirklich traurig macht, ist, dass man als Toter keine Musik mehr hören kann.“

„10. Juli 1989: [...] Das Problem der Pädagogik ist, daß es zuwenig intelligente Menschen mit Herz gibt.“

### Über Kempowski
„Wenn die Welt noch Augen hat, zu sehen, wird sie, um es in einem Wort zu sagen, in ‚Echolot‘ eine der größten Leistungen der Literatur unseres Jahrhunderts erblicken. Wenn sie im Begriff sein wird, ihr Gedächtnis und ihre Geschichte endgültig zu verlieren, wird sie sich auf dieses Werk besinnen und damit wieder Gerechtigkeit herstellen können. Denn keine Klasse der heutigen Gesellschaft, so hat ein Historiker geschrieben, unterdrücken wir so rücksichtslos wie die Toten. Morgen, so hat er hinzugefügt, sind wir die Toten, dann sind unsere Zukunftsträume nichts weiter als alte Geschichten.“

„In unseren mal abstoßend rührseligen, mal panisch verbissenen Zeiten haben wir ihn bitter nötig – als lebenden Vorwurf gewissermaßen, der uns unablässig sagt, dass wir uns doch einfach zusammenreißen und unsere Arbeit tun sollen, wie sein Vater ihm in seinen Romanen manchmal erscheint: mit Monokel und skeptischem, aber irgendwie auch gütigem Ausdruck. Was wir brauchen, ist eine Entideologisierung, eine Entpathetisierung unseres Denkens, Redens und Schreibens, und zwar in jeder Hinsicht.“

„Ein großes, ein gewaltiges Lebenswerk hat Kempowski in vier Jahrzehnten auf die Beine gestellt, mit dem Echolot als wesentlichem Bestandteil ... Die enorme, bisweilen fast unheimliche Kraft, die dieser schmächtige Mann aufbrachte, um ein derartiges Werk zu schaffen, hat ihm schon zu Lebzeiten das große und begeisterte Publikum beschert, das er verdiente.“

## Werke

### Bücher
- Im Block, ein Haftbericht. 1969
- Deutsche Chronik 1971–1981:
  - Deutsche Chronik I. Aus großer Zeit. 1978
  - Deutsche Chronik II. Schöne Aussicht. 1981
  - Deutsche Chronik III. Haben Sie Hitler gesehen? 1973[28]
  - Deutsche Chronik IV. Tadellöser & Wolff. 1971
  - Deutsche Chronik V. Uns geht’s ja noch gold. 1972
  - Deutsche Chronik VI. Haben Sie davon gewußt? 1979[28]
  - Deutsche Chronik VII. Ein Kapitel für sich. 1975
  - Deutsche Chronik VIII. Schule (Immer so durchgemogelt. Erinnerungen an unsere Schulzeit). 1974
  - Deutsche Chronik IX. Herzlich willkommen. Knaus Verlag, München 1984. Taschenbuch: btb, München 1997, ISBN 3-442-72190-3.
- Träumereien am elektrischen Kamin. (Hörspiel), 1971
- Ausgeschlossen (Hörspiel). 1972
- Haben Sie Hitler gesehen? (Hörspiel) 1973
- Der Hahn im Nacken. Mini-Geschichten. 1973
- Walter Kempowskis Harzreise erläutert. 1974
- Beethovens Fünfte. (Hörspiel) 1975
- Alle unter einem Hut. 1976
- Wer will unter die Soldaten. 1976
- Unser Herr Böckelmann. 1979
- Mein Lesebuch. Fischer-Taschenbuch-Verlag, Frankfurt 1980, ISBN 3-596-22182-X
- Moin Vaddr läbt. (Hörspiel), 1980
- Kempowskis einfache Fibel. 1980
- Führungen – ein deutsches Denkmal. (Hörspiel), 1982
- Herrn Böckelmanns schönste Tafelgeschichten. 1983
- Alles umsonst. (Hörspiel), 1984
- Haumiblau. 208 Pfenniggeschichten für Kinder 1986
- Der Landkreis Verden – ein Portrait. Landkreis Verden (Hrsg.), 1987
- Hundstage. 1988
- Ein Knie geht einsam durch die Welt. (als Herausgeber), 1989
- Sirius. Eine Art Tagebuch. 1990
- In Rostock. 1990
- Mark und Bein. Eine Episode. 1992
- Das Echolot. 1993–2005:
  - Das Echolot. Ein kollektives Tagebuch Januar und Februar 1943. 4 Bde. Knaus, München 1993.
  - Das Echolot. Fuga furiosa. Ein kollektives Tagebuch Winter 1945. 4 Bde. Knaus, München 1999.
  - Das Echolot. Barbarossa ’41. Ein kollektives Tagebuch. Knaus, München 2002
  - Das Echolot. Abgesang ’45. Ein kollektives Tagebuch. Knaus, München 2005
  - Culpa. Notizen zum Echolot. Knaus, München 2005
- Mein Rostock. 1994
- Der arme König von Opplawur. Ein Märchen. 1994
- Weltschmerz. Kinderszenen fast zu ernst. 1995
- Der Krieg geht zu Ende. Chronik für Stimmen. (Hörspiel, 9 Std.), 1995
- Bloomsday ’97. 1997
- Heile Welt. 1998
- Der rote Hahn. Dresden 1945. btb, München 2001
- Alkor. Tagebuch 1989, 2001
- Letzte Grüße. 2003
- Das 1. Album. 1981–1986 2004
- Hamit. Tagebuch 1990. Knaus, München 2006
- Alles umsonst. 2006
- Somnia. Tagebuch 1991. Knaus, München 2008, ISBN 978-3-8135-0313-5.
- Langmut. Gedichte. Knaus, München 2009
- Umgang mit Größen. Meine Lieblingsdichter – und andere. Hrsg. von Karl Heinz Bittel; Knaus, München 2011, ISBN 978-3-8135-0414-9.
- Wenn das man gut geht! Aufzeichnungen 1956–1970. Knaus, München 2012, ISBN 978-3-8135-0367-8
- Plankton. Ein kollektives Gedächtnis. (Herausgegeben von Walter Kempowski und Simone Neteler) Knaus, München 2014, ISBN 978-3-8135-0513-9.

### Artikel
- Vorwort zu 12 Märchen, radiert von Heinrich Vogeler, Worpsweder Verlag, Lilienthal 1978
- Tourismus: Die Kreuzfahrer. In: Geo-Magazin. Hamburg 1979,10, S. 60–86. Informativer Erlebnisbericht. ISSN 0342-8311
- Essen, Trinken, Lieben. Das sind die Themen, das bleibt immer gleich. – Gespräch mit Ludger Bült, Ursendung: 1. November 2001, MDR Kultur

### Hörbuch
- Die Herren Hagedorn, Jonas und Böckelmann. Geschichten aus der Schulzeit. Weilheimer Literaturlesung. Langen Müller 2009 (Audio-CD), ISBN 978-3-7844-4160-3

## Verfilmungen und Theateradaptionen
- Tadellöser & Wolff, zweiteiliger Fernsehfilm, Regie Eberhard Fechner, 1975, beinhaltet den Stoff der Werke Tadellöser & Wolff sowie Uns geht’s ja noch gold
- Ein Kapitel für sich, dreiteiliger Fernsehfilm, Regie Eberhard Fechner, 1979, beinhaltet den Stoff der Werke Ein Kapitel für sich und Im Block

Das Altonaer Theater in Hamburg inszenierte in der Spielzeit 2018/19 mit der Kempowski Saga in vier Teilen die Deutsche Chronik I, II, IV, V, VII. Die Bühnenbearbeitung stammt von Axel Schneider. Sie wurde am 23. Juli 2019 mit dem Barbara Kisseler Theaterpreis ausgezeichnet.

## Kempowski-Gesellschaft, -Archiv und Stiftung

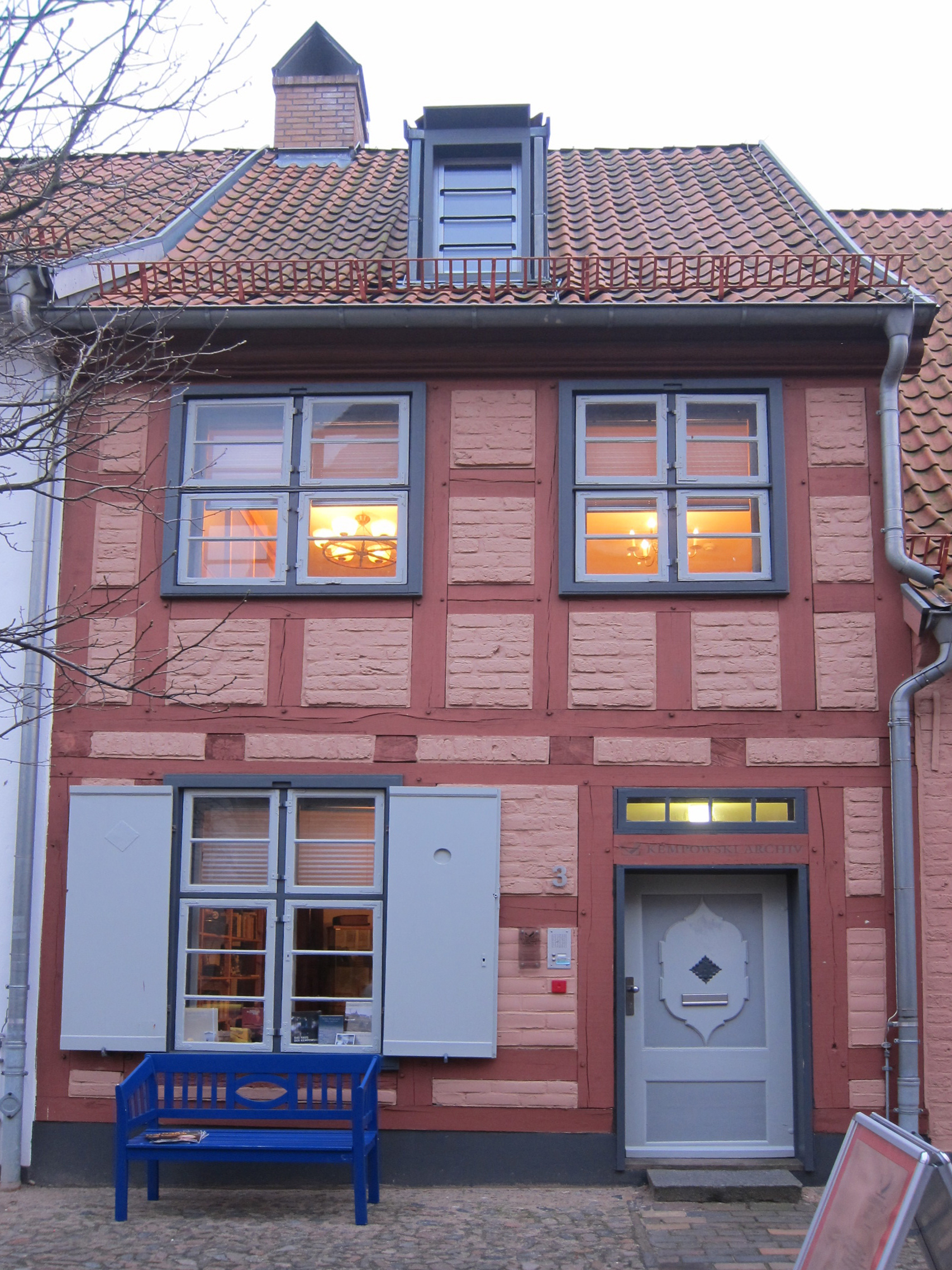
Kempowski-Archiv in Rostock

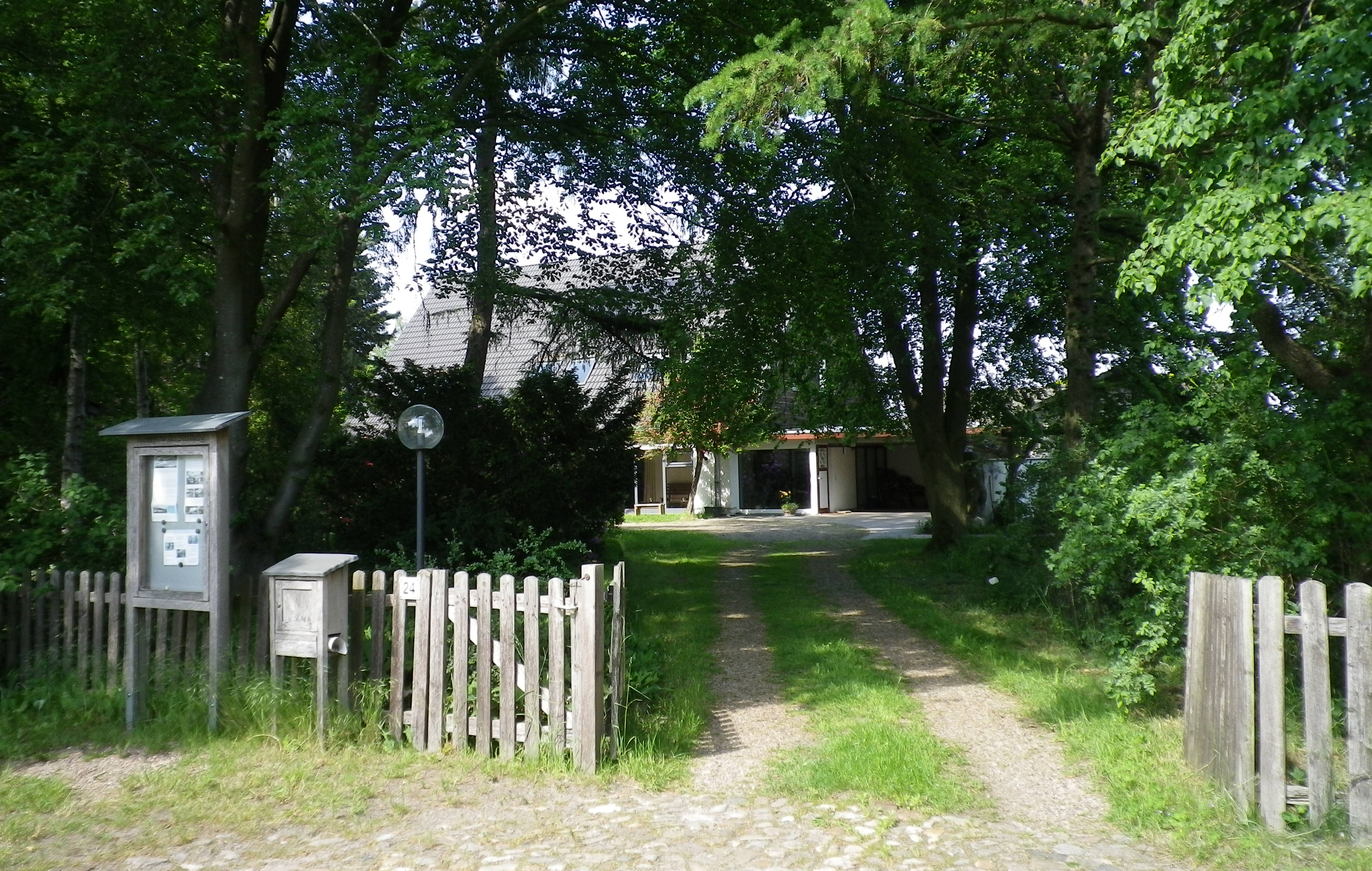
Kempowski Stiftung Haus Kreienhoop in Nartum

Wissenschaftler, Journalisten und Studenten gründeten im Juni 2007 in Gießen eine „Kempowski-Gesellschaft“. Die literarische Gesellschaft will sich der Bewahrung und Förderung des Werkes Walter Kempowskis widmen. Gründungsvorsitzender wurde der Gießener Germanist Sascha Feuchert. Den gegenwärtigen Vorsitz hat die aus Ratingen stammende Julia Stein.
In der Hansestadt Rostock bietet das Kempowski-Archiv eine Dauerausstellung von Archivgegenständen an. Den Besuchern wird die Möglichkeit geboten, Manuskripte und andere Materialien von Walter Kempowski in einem Lesezimmer zu durchblättern und näher zu betrachten.
In seinem Wohnort Nartum hat die Kempowski-Stiftung Haus Kreienhoop ihren Sitz. Die 2005 gegründete Stiftung betreibt das Haus Kreienhoop, den Lebens- sowie Arbeitsort von Walter Kempowski, als Gedenkstätte und Literaturtreffpunkt.

## Ehrungen und Auszeichnungen

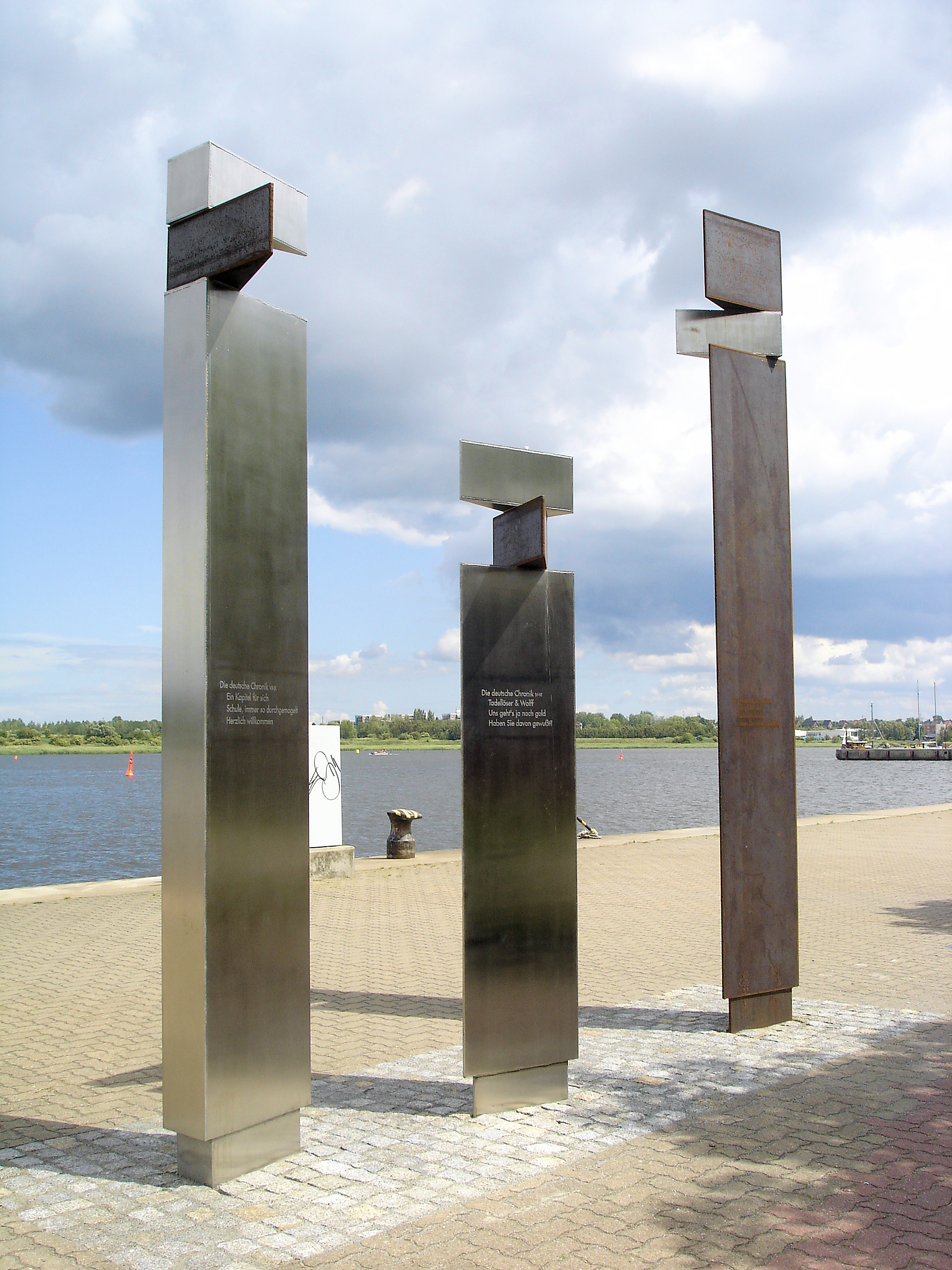
Denkmal für Kempowski im Stadthafen Rostock

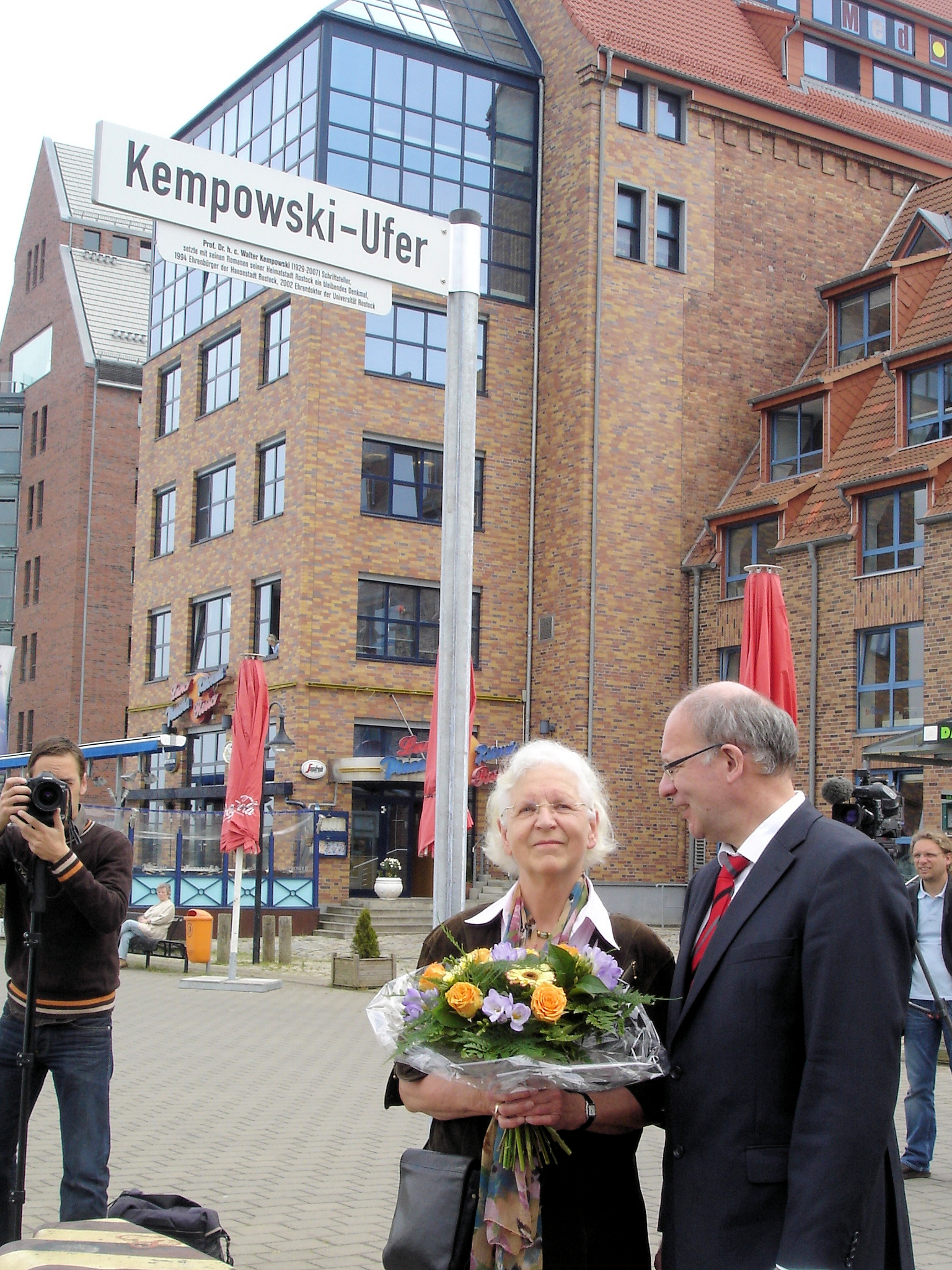
Straßenbenennung am 29. April 2009 in Rostock. Hildegard Kempowski und Rostocks Oberbürgermeister Methling

- 1971: Lessing-Preis der Freien und Hansestadt Hamburg, Förderpreis
- 1972: Wilhelm-Raabe-Preis der Stadt Braunschweig/Förderpreis des Andreas-Gryphius-Preises
- 1976: Karl-Sczuka-Preis des SWR für Beethovens Fünfte
- 1978: Niedersachsenpreis der Kategorie Publizistik
- 1979: Bundesverdienstkreuz 1. Klasse
- 1980: Bambi, Jakob-Kaiser-Preis
- 1981: Hörspielpreis der Kriegsblinden
- 1982: Fritz-Reuter-Medaille der Landsmannschaft Mecklenburg
- 1983: Johannes-Gillhoff-Preis[33]
- 1984: Mecklenburger Kulturpreis der Landsmannschaft Mecklenburg
- 1994: Literaturpreis der Konrad-Adenauer-Stiftung für „Das Echolot“ und Ehrenbürger der Hansestadt Rostock
- 1995: Uwe-Johnson-Preis für „Das Echolot“
- 1996: Verleihung des Großen Bundesverdienstkreuzes
- 2000: Heimito von Doderer-Literaturpreis
- 2002: Ehrendoktorwürde der Universität Rostock
- 2002: Dedalus-Preis für Neue Literatur; Nicolas Born-Preis des Landes Niedersachsen
- 2003: Honorarprofessur für Neuere Literatur- und Kulturgeschichte der Universität Rostock
- 2003 Hermann-Sinsheimer-Preis der Stadt Freinsheim[34]
- 2004: Großes Verdienstkreuz des Niedersächsischen Verdienstordens
- 2004: Doctor of Humane Letters Degree, Ehrendoktorwürde des Juniata College in Huntington (Pennsylvania, USA)[35]
- 2004: Mercator-Professur an der Universität Duisburg-Essen
- 2005: Thomas-Mann-Preis der Stadt Lübeck
- 2005: Hans-Erich-Nossack-Preis des Bundesverbandes der Deutschen Industrie
- 2005: Internationaler Buchpreis Corine – Ehrenpreis des Bayerischen Ministerpräsidenten
- 2006: Hoffmann-von-Fallersleben-Preis; Kulturpreis des Landes Mecklenburg-Vorpommern
- 2006: Verleihung des Großen Bundesverdienstkreuzes mit Stern
- 2007: Ehrenmitglied der Freien Akademie der Künste in Hamburg
- 2009: Aus Anlass des 80. Geburtstages wurde ein Teil des Rostocker Stadthafens in Kempowski-Ufer benannt und ein Denkmal enthüllt.

Der Asteroid (11789) Kempowski ist nach ihm benannt. Zu seinen Ehren wird seit dem Jahr 2019 vom Land Niedersachsen alle zwei Jahre der Walter Kempowski Preis für biografische Literatur verliehen. In Hamburg wird alle zwei Jahre der Walter-Kempowski-Literaturpreis vergeben.